# Futoshi Ikeda
Futoshi Ikeda (池田 太?, Ikeda Futoshi; Koganei, 4 ottobre 1970) è un allenatore di calcio ed ex calciatore giapponese, di ruolo difensore, commissario tecnico della nazionale thailandese femminile.

## Carriera

### Calciatore
Futoshi Ikeda inizia l'attività giocando nel campionato di calcio universitario del suo paese, affiancando gli studi nell'Università Aoyama Gakuin di Shibuya, uno dei 23 quartieri speciali di Tokyo, a quella agonistica fino al 1992.
Dal 1993 si trasferisce all'Urawa Reds giocando quattro stagioni nell'allora J.League, livello di vertice del campionato giapponese di calcio, condividendo con i compagni il maggior risultato sportivo nel campionato 1995 dove contribuisce a far raggiungere alla sua squadra il quarto posto. Benché molto utilizzato nelle sue prime due stagioni con la squadra con sede a Saitama, già nel 1995 le sue presenze di ridussero drasticamente e l'anno dopo non marcando alcuna presenza né in campionato né in coppa decise di ritirarsi dal calcio giocato al termine della stagione 1996.

### Allenatore

#### Club
Dopo il ritiro Ikeda rimane comunque legato alla sua ultima società, intraprendendo la carriera di allenatore sedendo inizialmente sulla panchina della squadra giovanile dal 1997 al 2001, per passare dal 2002 nello staff tecnico della prima squadra e rimanendovi fino al 2008.
Nel 2012, si è trasferito all'Avispa Fukuoka dove è parte dello staff tecnico della prima squadra fino al 2016 e dove nell'ottobre 2012, in conseguenza dell'esonero di Kōji Maeda, la dirigenza gli assegna l'incarico di allenatore ad interim fino al termine della stagione.

#### Nazionale
Nel 2017 la federazione calcistica del Giappone (JFA) decide di affidargli la guida tecnica della formazione femminile Under-19 che a fine anno sarà impegnata a proteggere il titolo nel campionato asiatico di categoria di Cina 2017. Il Giappone si conferma squadra concreta, conquistando, da imbattuta, il primo posto nella classifica del gruppo B nella fase a gironi, superando per 5-0 le avversarie pari età della Cina in semifinale e aggiudicandosi il torneo per la quinta volta nella sua storia sportiva grazie all'1-0 con cui supera in finale la Corea del Nord.
Grazie a questo risultato il Giappone ottiene anche l'accesso al Mondiale di Francia 2018, riservato a formazioni under 20. Nuovamente Futoshi Ikeda riesce a selezionare un organico che riesce a mettersi in evidenza fino dalle prime fasi. La squadra, superata la fase a gironi dopo essersi classificata al secondo posto dietro alla Spagna nel gruppo C, unica nazionale a sconfiggerla durante il torneo, vince i successivi incontri con i risultati di 3-1 sulla Germania ai quarti di finale, 2-0 sull'Inghilterra in semifinale e ritrovando la Spagna in finale ma con diverso esito, superando le iberiche con il risultato di 3-1 e aggiudicandosi il trofeo per la prima volta.